# Gypsy Grind
Gypsy Grind fue una banda musical de género pop rock filipina formada en Makati, Metro Manila, activa desde 1994 y 1999. Periodo al que hay que sumar una fugaz reaparición en el 2006. La banda estaba formada por la cantautora y pianista Tina Ehrhard, seguido por Amiel Rivas, quien más adelante fue reemplazado por Boboy Panerio, Christian De los Reyes, reemplazado por Jon (Jesús) Santos, Mike de la Cruz y Don Enriquez. Las letras de sus canciones hablan sobre el amor, la infidelidad, la restricción de la libre expresión, la guerra, la homofobia o la penalización de la homosexualidad, la pobreza, las dictaduras y entre otras cuestiones sociales.
Gypsy Grind realizó un rock alternativo, en la que evolucionó desde una sonoridad a su propio estilo único, en la que el grupo demostró una gran versatilidad a través de grandes producciones y de la incursión en diferentes estilos, como el Soft Punk y Ska, siempre desde un planteamiento unificador logrado especialmente a través de la sonoridad armónica de su vocalista, que sirvió como tamiz nivelador de las tan diferentes concepciones artísticas de los demás autores. Su música ha sido influenciada por otros artistas y bandas musicales como 4AD,  Kerstin Hersh, Cocteau Twins, Edie Brickell, The Cranberries y Ani Difranco. Si bien su estilo musical, era parecida también a la agrupación española  de Mecano de la década de los años 80 y parte de los 90. Se estima además que Gypsy Grind, ha vendido entre 20 a 25 millones de discos por el mundo.

## Integrantes
- Tina Ehrhard - voz, armónica, piano y percusión
- Amiel Rivas - Bajo (más tarde reemplazado por Boboy Panerio)
- Christian De los Reyes - Guitarras (posteriormente sustituido por Jon (Jesús) Santos)
- Mike De la Cruz - Ritmo
- Don Enríquez - Batería.

## Historia
Su carrera musical comenzó en el Baler de la ciudad de Makati, más a menudo ofrecían pequeños conciertos en bares. En 1995, el grupo decidió ir más allá para ingresar a las audiciones de un Club llamado "Metro Dredd", ellos se lanzaron al éxito al igual que otras bandas de su país.
Gypsy Grind comenzó por realizar su propia producción periódicamente bajo el sello discográfico de "Sonic 58". Más adelante la producción "Gene Santiago's", les dio la oportunidad para grabar sus primeros temas musicales como "Eva-lución", que era una compilación inspiradas en las canciones de las bandas musicales femeninas. Entre otros temas musicales que lanzaron al mercado fueron "Kabanda" y "Ermitanio", en la que aparecieron como una recopilación y grabaron continuamente con la producción "DWLA FM Bright Star Network LA 105,9". Esto los ubicaron en el "Top Rock Song" durante 20 semanas consecutivas. Lograron posesionarse en el puesto # 1 por más de 3 semanas, con su temas musical de éxito titulado "Ermitanio", más adelante con su próximo tema musical titulado "Kabanda", ocupó el puesto # 1 durante dos semanas. Gypsy Grind fue la única banda a diferencia de las demás, que mayor éxito tuvo durante su trayectoria y que regularmente sus temas musicales como "Pambansang Bayan", "Little Witch" y "Sólo en tu corazón", fueron unas de las escuchadas. 
La banda también ha realizado regularmente ciertas giras de conciertos, una de ellas en la que fue auspiciado por "Mayric", dirigido por Sazi Cosino.

## 1995 - 1997
Durante la década de los años 90, la banda tuvo otra oportunidad para grabar otra compilación titulada "Pinipinoy". En esta compilación, fue interpretada en inglés y después traducida para ser grabada en tagalo. Entre otros de sus temas musicales que la banda se hizo conocer, fue con su tema musical titulado "I've got a crush on you", escrita y compuesta por Astrid Gilberto. En la que apareció con las demás compilaciones con canciones como "majestad", "snow blind", "maestra Mariya" y la "angustia de la ciudad". 
Poco tiempo después, a Gypsy Grind le ofrecieron un contrato de acuerdo con informes de la empresa productora "Marfil", para grabar un álbum debut titulado "Tattle Tales". Este álbum incluye temas musicales como "Sólo en tu corazón", "Little Witch", "Sing", "Money", Pambansang Bayan", "Taong Bato", "Rock A-Bye", "Hikki", "Tattle Tale" y "ajo". Además fueron invitados a diferentes programas de espectáculos, difundidas por radioemisoras y canales de televisión a nivel nacional. 
Después de grabar su álbum debut, Rivas se retiró del grupo por motivos personales y Delos Reyes se fue a los Estados Unidos, después de haber completado las cinco primeras canciones de este álbum. Jon (Jesús) Santos, se hizo cargo de las audiciones. Más adelante completaron los demás temas musicales como "Sólo en tu corazón", "Taong Bato", "Rock A-Bye" y "Ajo". Boboy Panerio, un amigo de Enríquez, tomó el lugar de Rivas como bajista. 
En 1998 Gypsy Grind fue nominado para los Premios "Nu Rock", como "Mejor Banda Musical" y en el OPM (Música Original Filipina) nominados como "Mejor Banda de Rock" para los Premios "Awit". 
La banda compartió los escenarios con artistas y músicos reconocidos como JB Medrano y  Tabbs (Cynthia Alexander), Carla Abaya, Teddy Corpus, Ronald Yumol, Leni Llapitany y Maite Villegas. 
Alrededor de 1999, Santos quien se convirtió en el nuevo guitarrista de la banda, eventualmente era también el baterista del grupo "Sparks", quien en 2006 fue nominado como "Mejor Interprete Masculino" del año en los Premios "107 NU Rock". 
- Datos: Q5625348